# Афера під прикриттям
«Афера під прикриттям» (англ. The Infiltrator) — американська біографічна кримінальна драма режисера Бреда Фурмана, що вийшла 2016 року. Стрічка створена на основі автобіографічної книги Роберта Мазура. У головних ролях Браян Кренстон, Джон Легуізамо, Бенджамін Бретт.
Вперше фільм у США продемонстрували 15 липня 2016 року, а в Україні у широкому кінопрокаті показ фільму розпочався 8 вересня 2016.

## Сюжет
Спецагент федеральної служби Роберт Мазур спеціаліст із проникнення у середину банд. Його начальство ставить завдання всій службі: потрібно зловити Пабло Ескобара — наркодилера, що контролює 80 % наркотичного ринку США. Для проникнення Роберту дають в напарники нестримного Еміра Ебро, а його «нареченою» стала молода агентка Кеті Ерц.

## У ролях
| Актор           | Персонаж                   | Роль                         |
| --------------- | -------------------------- | ---------------------------- |
| Браян Кренстон  | Роберт Мазур / Боб Маселла | спецагент федеральної служби |
| Діане Крюгер    | Кеті Ерц                   | агентка                      |
| Джон Легуізамо  | Емір Ебро                  | оперативний агент            |
| Бенджамін Бретт | Роберто Алькаїно           | наркобарон                   |
| Емі Раян        | Бонні Тишлер               |                              |
| Джейсон Айзекс  | Марк Яцковський            |                              |
| Джозеф Ґілґан   | Домінік                    |                              |
| Юл Васкез       | Хав'єр Оспіна              |                              |
| Олімпія Дукакіс | тітка Вікі                 |                              |
| Елена Аная      | Глорія Алкаїно             |                              |
| Майкл Паре      | Баррі Сіл                  |                              |

## Створення фільму

### Знімальна група
- Кінорежисер — Бред Фурман
- Сценаристи — Еллен С'ю Браун
- Кінопродюсери — Пол М. Бреннан, Бред Фурман і Міріам Сіґал
- Виконавчі продюсери — Браян Кренстон, Кейт Фасуло, Кем Ґалано, Пітер Гемпден, Скотт ЛаСтаіті, Роберт Мазур, Норман Меррі, Джилл Морріс і Мартін Раштон-Тернер
- Композитор — Кріс Гаджян
- Кінооператор — Джошуа Ройс
- Кіномонтаж — Луїс Карбалар, Джефф МакЕвой, Девід Розенблум
- Підбір акторів — Ґейл Стівенс
- Художник-постановник — Кріспіан Салліс
- Артдиректор — Карен Вейкфілд
- Художник по костюмах — Дайна Коллін[8].

### Виробництво
Про створення фільму вперше було повідомлено 8 жовтня 2014 року британською компанією «Good Films», зазначалося, що режисером буде Бред Фурман, продюсуванням займеться засновниця компанії «Good Films» Міріам Сіґал, а головну роль виконає Браян Кренстон. Зйомки були заплановані на січень 2015 року і мали проходити у Лондоні, Парижі і Флориді.

## Сприйняття

### Оцінки і критика
Фільм отримав схвальні відгуки: Rotten Tomatoes дав оцінку 69 % на основі 151 відгуку від критиків (середня оцінка 6,4/10) і 74 % від глядачів зі середньою оцінкою 3,7/5 (15 815 голосів). Загалом на сайті фільми має схвальні оцінки, фільму зарахований «стиглий помідор» від кінокритиків і «попкорн» від глядачів, Metacritic — 66/100 (38 відгуків критиків) і 7,6/10 від глядачів (62 голоси). Загалом на цьому ресурсі від критиків і від глядачів фільм отримав схвальні відгуки, Internet Movie Database — 7,1/10 (19 425 голосів).
Олена Макаєва в інтернет-виданні «Cineast» написала, що «не варто очікувати від перегляду «Афери під прикриттям» ковтку свіжого повітря чи чогось подібного... таке вже було і буде не один раз. Особливості стрічці надає саме акторський склад, за яким не втомлюєшся спостерігати впродовж двох годин».

### Касові збори
Під час показу в Україні, що розпочався 1 вересня 2016 року, протягом першого тижня на фільм було продано 13 388 квитків, фільм був показаний у 88 кінотеатрах і зібрав 1 073 009 ₴, або ж 40 569 $, що на той час дозволило йому зайняти 5 місце серед усіх прем'єр.
Під час прем'єрного показу у США, що розпочався 13 липня 2016 року, протягом першого тижня фільм був показаний у 1 601 кінотеатрі і зібрав 5 303 775 $, що на той час дозволило йому зайняти 8 місце серед усіх прем'єр. Показ фільму тривав 86 днів (12,3 тижня) і завершився 6 жовтня 2016 року, зібравши у прокаті у США 15 436 808 доларів США, а у решті світу 2 480 263 $, тобто загалом 15 436 808 доларів США (за іншими даними 17 917 071 $) при бюджеті 47,5 млн доларів США.

### Виноски
1. ↑  Афера під прикриттям (рос.). Вольга Україна. Архів оригіналу за 9 серпня 2016. Процитовано 9 серпня 2016.
2. 1 2  The Infiltrator: Release Info (англ.). Internet Movie Database. Архів оригіналу за 5 травня 2016. Процитовано 15 липня 2016.
3. 1 2  Афера під прикриттям. Kino-teatr.ua. Архів оригіналу за 29 серпня 2016. Процитовано 15 липня 2016.
4. 1 2  Paul Guzzo (8 жовтня 2014). Tampa story ‘The Infiltrator’ to star Bryan Cranston (англ.). tbo.com. Архів оригіналу за 7 березня 2016. Процитовано 15 липня 2016. [Архівовано 7 березня 2016 у Wayback Machine.]
5. 1 2  The Infiltrator (англ.). Box Office Mojo. Архів оригіналу за 14 липня 2019. Процитовано 16 жовтня 2016.
6. 1 2 3  The Infiltrator (2016) (англ.). The Numbers. Архів оригіналу за 15 жовтня 2016. Процитовано 16 жовтня 2016.
7. ↑  The Infiltrator (2016) (англ.). AllMovie. Архів оригіналу за 20 липня 2016. Процитовано 15 липня 2016.
8. ↑  The Infiltrator: Full Cast & Crew (англ.). Internet Movie Database. Архів оригіналу за 24 квітня 2016. Процитовано 15 липня 2016.
9. ↑  Georg Szalai (8 жовтня 2014). Bryan Cranston Attached to Star in Thriller 'The Infiltrator' (англ.). The Hollywood Reporter. Архів оригіналу за 11 жовтня 2016. Процитовано 15 липня 2016.
10. ↑  The Infiltrator (англ.). Rotten Tomatoes. Архів оригіналу за 28 листопада 2020. Процитовано 4 листопада 2016.
11. ↑  The Infiltrator (англ.). Metacritic. Архів оригіналу за 8 листопада 2020. Процитовано 4 листопада 2016.
12. ↑  The Infiltrator (англ.). Internet Movie Database. Архів оригіналу за 2 листопада 2016. Процитовано 4 листопада 2016.
13. ↑  Олена Макаєва (6 вересня  2016). Афера під прикриттям / Рецензія. «Cineast». Архів оригіналу за 2 жовтня 2016. Процитовано 2 жовтня 2016.
14. 1 2  Олексій Першко (6 вересня 2016). Бокс-Офіс 35 (2016): Другий пішов. Kino-teatr.ua. Архів оригіналу за 20 вересня 2016. Процитовано 8 вересня 2016.
15. ↑  The Infiltrator — Ukraine Weekend Box Office (англ.). Box Office Mojo. Архів оригіналу за 17 вересня 2016. Процитовано 8 вересня 2016.